# Орхун, Омур
Омур Орхун (тур. Ömür Orhun; род. 1943, Эскишехир, Турция) — турецкий дипломат и политик, Чрезвычайный и Полномочный посол Турции в Азербайджане (02.05.1995 - 16.09.1996) и Норвегии (12.06.1990 - 04.21.1995), постоянный представитель при НАТО, Европейском Союзе и ОБСЕ.

## Биография
Омур Орхун родился 14 июля 1943 г в Турции в городе Эскишехир. После окончания частного колледжа в Эскишехире поступил на факультет Политологии и государственного управления Ближневосточного технического университета, который окончил в 1964 году. Свободно владеет английским языком, женат и имеет двоих детей.

## Карьера
Омур Орхун начал свою дипломатическую карьеру в Министерстве иностранных дел Турции в качестве кандидата на должность консула,  затем занимал должности второго и третьего секретаря в МИД Турции.
Свою карьеру за рубежом он начал вторым и первым секретарём посольства Греции в Афинах. Затем он продолжил свою международную деятельность в качестве генерального секретаря и начальника отдела в Департаменте политических дел Греции, советника Генерального директората по вопросам совместной безопасности, а также советника в посольствах Турции в Пекине и Стокгольме.
В 1998 г Омур Орхун занимал должность генерального директора по многосторонним экономическим вопросам и посла в Министерстве иностранных дел Турции. Он представлял Турцию на международном уровне в качестве постоянного представителя в Организации по безопасности и сотрудничеству в Европе.
Омур Орхун был послом Турции в Азербайджане с 2 мая 1995 г по 16 сентября 1996 г и послом Турции в Норвегии с 12 июня 1990 г по 4 апреля 1995 г.
С 2000 по 2004 г Омур Орхун занимал пост Постоянного представителя Турции в ОБСЕ. Далее его дипломатическая деятельность продолжалась в качестве Специального представителя ОБСЕ по правам человека и борьбе с дискриминацией в отношении мусульман в Организации исламского сотрудничества, Специального советника Генерального секретаря ОБСЕ и председателя Высшего арбитражного совета ОБСЕ. Омур Орхун представляет Турцию на международном уровне в Комитете по правам человека Национальной комиссии Турции по делам ЮНЕСКО.

## Научная деятельность

### Книги и статьи
Омур Орхун опубликовал множество книг и статей на турецком и английском языках:
- Avrupa Güvenlik ve İşbirliği Teşkilatı (AGİT).[8] Книга была издана Академией наук Турции.[9]
- Ayrımcılık ve Hoşgörüsüzlükle Mücadele[10]
- Middle East: A Region in Flux[7]
- European security and defence identity-common European security and defence policy: a Turkish perspective [7]
- Turkey, Norway and the US in the New European Security Context и др.